# Спаног, Йохан Баптист
Йохан Баптист Спаног (нидерл. Johan Baptist Spanoghe; 1796—1838) — нидерландский ботаник бельгийского происхождения, исследователь флоры Индонезии.

## Биография
Йохан Баптист Спаног родился в 1796 году в городе Мадрас.
В 1816 году он стал членом Голландской Ост-Индской компании, в 1821 году был назначен ассистентом-резидентом южных районов города Бантам. В 1827 году здоровье Спанога начало ухудшаться. В 1831 году он отправился на Тимор, где до 1834 года работал резидентом. В последующие несколько лет изучал флору Малых Зондских островов. В 1836 году вернулся на Яву, через год ушёл в отставку и поселился в Пекалонгане.
22 апреля 1838 года Йохан Спаног скончался в возрасте 41 года.
Спаног издал несколько статей по флоре Тимора. Самая известная же его рукопись, Prodromus florae timorensis, была куплена вместе с гербарием Д. Ф. Л. фон Шлехтендалем уже после смерти Спанога и издана в журнале Linnaea в 1841—1842. Гербарий Спанога был впоследствии передан Шлехтендалем Ф. А. В. Микелю. В настоящее время он хранится в Лейденском университете (L).

## Роды растений, названные в честь Й. Б. Спанога
- Spanoghea Blume, 1849 [syn.  Alectryon Gaertn., 1788]